# Anthony Canty
Anthony Akim Wilbur Canty (Berlino, 12 febbraio 1991) è un ex cestista tedesco.